# Gare de Mane
La gare de Mane est une ancienne gare ferroviaire française de la ligne de Forcalquier à Volx, située à un kilomètre au sud du village de Mane, dans le département des Alpes-de-Haute-Provence, en région Provence-Alpes-Côte d'Azur.
Elle est mise en service en 1890 par la Compagnie des chemins de fer de Paris à Lyon et à la Méditerranée (PLM). Elle est fermée au trafic voyageurs en 1938 par la Société nationale des chemins de fer français (SNCF). 

## Situation ferroviaire
Établie à 426 mètres d'altitude, la gare de Mane était située au point kilométrique (PK) 3,7 de la ligne de Forcalquier à Volx, entre les gares de Forcalquier et de Saint-Maime - Dauphin. 
La ligne est déferrée et les gares sont désaffectées.

## Histoire
En 1857, la France possède déjà 8 700 km de voies ferrées exploitées, mais le département des Basses-Alpes n'a toujours pas de chemin de fer. Ce n'est qu'en 1867 qu'une première section de voie ferrée de Pertuis à Volx est approuvée. La Compagnie des chemins de fer de Paris à Lyon et à la Méditerranée (PLM) entreprend les travaux ; le 8 juillet 1872, le train arrive à Volx, et atteint Sisteron le 25 novembre.
En 1881 a lieu la déclaration d'utilité publique de la ligne de Forcalquier à Volx, « par ou près Mane et Saint-Maime-Dauphin ». La gare de Mane entre en service lors de l'ouverture de la ligne par la Compagnie des chemins de fer de Paris à Lyon et à la Méditerranée (PLM), le 25 octobre 1890.
Une carrière située à Mane alimentait le trafic des marchandises. La pierre tendre, « molasse » pour les géologues, qui porte le nom commercial de « Roche de Mane » a été utilisée pour la construction des lignes de chemin de fer, et notamment pour celle de Forcalquier à Volx.
En 1929, les trains les plus rapides mettaient 9 minutes pour relier Mane à Forcalquier (4 kilomètres environ), et 7 minutes pour parcourir le trajet de Mane à Saint-Maime-Dauphin (3 kilomètres environ).
La ligne ferme au trafic des voyageurs en 1933, semble-t-il, fermeture rendue définitive le 2 octobre 1938.

## Patrimoine ferroviaire
Après sa fermeture, la gare, située hors du village, est vendue. Deux lignes express régionales (LER) routières remplacent l'ancienne liaison ferroviaire pour desservir le village de Mane : la LER Avignon - Digne et la LER Marseille - Forcalquier. 
En 2002, l'Institut géographique national indique que le repère V'.E.O3P3 - 25 du réseau français de nivellement de précision est en bon état. Il est situé entre la départementale 13 et une voie ferrée, sur le soubassement du mur de façade opposé à la nationale de l'ancienne station de Mane. D'autres repères sont situés sur d'anciens ouvrages ferroviaires, comme un tunnel et une maison de garde-barrière.
La commune de Mane et la communauté de communes de Haute-Provence ont développé à proximité de l'ancienne gare une zone d'activités économiques : la ZAE de Pitaugier. Cette ZAE, qui s'étend le long de l'ancienne voie ferrée, est en cours d'extension. De 2013 à 2015, cette gare a été occupée par trois ingénieurs agronomes, d'où ils ont créé le site Graines de Mane. 

Anciens bâtiments de la gare en 2009
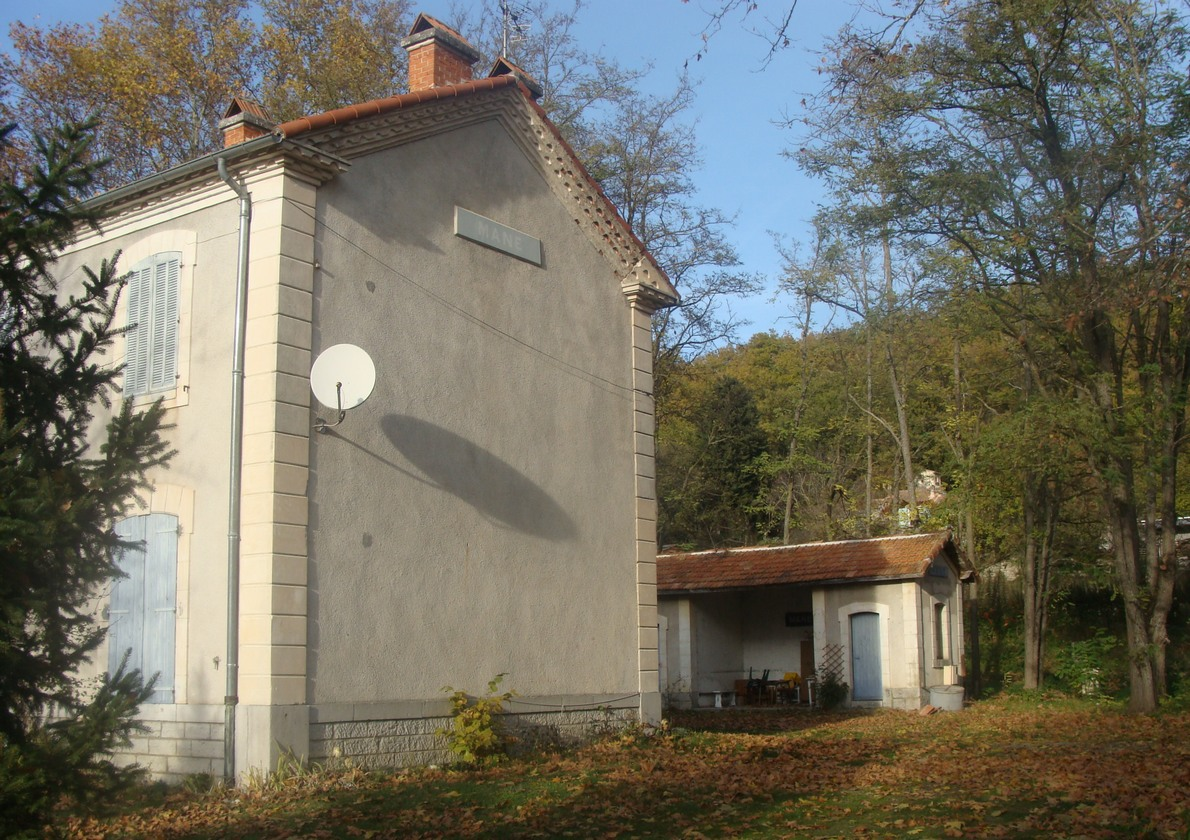
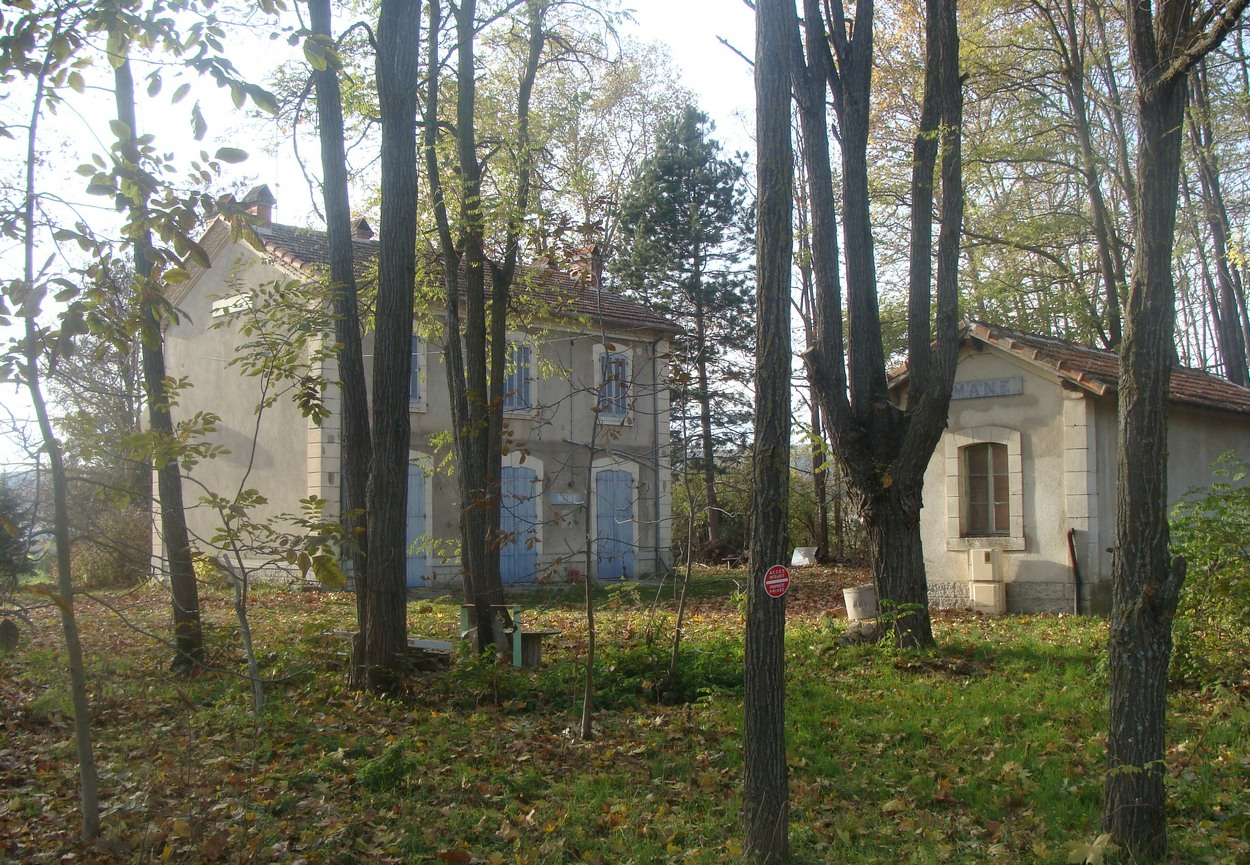